# Zmije i merdevine
Zmije i merdevine je dečja igra na tabli zabavnog karaktera, čiji ishod zavisi od sreće.

## Istorijat
Igra Zmije i Merdevine vodi poreklo iz Indije, a njeno izvorno ime bilo je Vaikuntapaali ili Leela. Zamišljena je kao poučna igra o grehu i vrlinama – penjanje uz merdevine predstavljalo je značaj dobrih dela na putu ka prosvetljenju, a zmije su prikazivale kako greh nanosi štetu grešniku. Kraj partije značio je dostizanje nirvane.
Igra tek u Americi dobija svoju današnju verziju dečije igre zabavnog karaktera.

## Pribor za igru
Za ovu igru potrebni su tabla, kockica za bacanje i figurice za svakog igrača.

## Pravila igre
Tabla je podeljena na 100 kvadrata sa iscrtanim zmijama (glava uvek na većem broju od repa) i merdevinama koje služe za penjanje.
Cilj igre je da igrač pomera figuricu duž table, dok ne stigne do broja 100.
Ako, prilikom kretanja po tabli, igrač svojom figuricom stane na glavu zmije, odnosno ako ga zmija „proguta”, vraća ga na polje na kome je kraj repa. Ukoliko stane na dno merdevina, svoju figuricu penje na vrh, odnosno pomera na polje na kome se nalazi vrh merdevina.
Za poslednje bacanje igrač mora na kockici dobiti tačan broj koji će ga dovesti do polja 100. Višak ga vraća unazad za onoliko polja koliko je taj višak (primer: igrač je na broju 97, dobija 5, ali se figurica pomera napred 3, a unazad 2, do polja 98).

## Spoljašnje veze
- „Igra Zmije i ljestve online”. game-game - Besplatne online flash igre. Приступљено 20. 9. 2019.